# لیگ برتر فوتبال استونی ۲۰۱۶
لیگ برتر فوتبال استونی ۲۰۱۶ (انگلیسی: 2016 Meistriliiga) بیست و ششمین فصل لیگ برتر فوتبال استونی است که با قهرمانی باشگاه فوتبال اینفونت به پایان رسیده‌است.

## جدول لیگ
| رتبه | تیم                             | بازی | برد | مساوی | باخت | گل زده | گل خورده | گل تفاضل | امتیاز | صعود یا سقوط                                 |
| ---- | ------------------------------- | ---- | --- | ----- | ---- | ------ | -------- | -------- | ------ | -------------------------------------------- |
| ۱    | باشگاه فوتبال اینفونت (C)       | ۳۶   | ۲۴  | ۸     | ۴    | ۷۴     | ۳۳       | ۴۱+      | ۸۰     | صعود به مرحله اول انتخابی لیگ قهرمانان اروپا |
| ۲    | باشگاه فوتبال لوادیا تالین      | ۳۶   | ۲۴  | ۶     | ۶    | ۷۷     | ۳۰       | ۴۷+      | ۷۸     | صعود به مرحله اول انتخابی لیگ اروپا          |
| ۳    | باشگاه فوتبال نومه کالیو        | ۳۶   | ۲۲  | ۹     | ۵    | ۷۰     | ۲۸       | ۴۲+      | ۷۵     | صعود به مرحله اول انتخابی لیگ اروپا          |
| ۴    | باشگاه فوتبال فلورا تالین       | ۳۶   | ۲۱  | ۱۰    | ۵    | ۹۶     | ۳۱       | ۶۵+      | ۷۳     | صعود به مرحله اول انتخابی لیگ اروپا          |
| ۵    | باشگاه فوتبال سیلامائه کالو     | ۳۶   | ۱۴  | ۹     | ۱۳   | ۶۵     | ۵۵       | ۱۰+      | ۵۱     |                                              |
| ۶    | باشگاه فوتبال پایده لینامیسکوند | ۳۶   | ۱۴  | ۶     | ۱۶   | ۵۸     | ۶۱       | ۳−       | ۴۸     |                                              |
| ۷    | باشگاه فوتبال تارتو تامکا       | ۳۶   | ۱۲  | ۵     | ۱۹   | ۴۳     | ۶۵       | ۲۲−      | ۴۱     |                                              |
| ۸    | باشگاه فوتبال ناروا ترانس       | ۳۶   | ۱۱  | ۸     | ۱۷   | ۶۰     | ۶۸       | ۸−       | ۴۱     |                                              |
| ۹    | Pärnu Linnameeskond (O)         | ۳۶   | ۵   | ۲     | ۲۹   | ۲۴     | ۹۸       | ۷۴−      | ۱۷     | پلی‌آف سقوط                                   |
| ۱۰   | باشگاه فوتبال تارواس راکوره (R) | ۳۶   | ۰   | ۳     | ۳۳   | ۱۵     | ۱۱۳      | ۹۸−      | ۳      | سقوط به لیگ دسته اول فوتبال استونی           |

1. ↑  Since the winner of the 2016–17 Estonian Cup FCI Tallinn had qualified to Champions League, the cup winners' spot was inherited by fourth-placed club Flora.

## پلی‌آف سقوط
| ۱۲ نوامبر ۲۰۱۶     | باشگاه فوتبال ماردو لینامیسکوند | ۱–۵   | Pärnu Linnameeskond                                              | ماردو                                                             |
| ۱۳:۰۰ یوتی‌سی ۲:۰۰+ | Zelentsov ۵۹' (پنالتی)          | گزارش | Aristov ۸' (گل‌به‌خودی) · Saarts ۳۰'، ۵۴' · Tutk ۴۵' · Vihmoja ۷۱' | ورزشگاه: Maardu artificial turf تماشاگران: ۸۶ داور: Juri Frischer |

| ۱۹ نوامبر ۲۰۱۶     | Pärnu Linnameeskond                                                 | ۴–۳   | باشگاه فوتبال ماردو لینامیسکوند                | پارنو                                                             |
| ۱۳:۰۰ یوتی‌سی ۲:۰۰+ | Saarts ۲۲' · Boldyrev ۳۷' (گل‌به‌خودی) · Pärnat ۴۳' · مارتین وونک ۸۸' | گزارش | Abdullajev ۲۷' · Krivošein ۵۳' · Zelentsov ۸۹' | ورزشگاه: Pärnu artificial turf تماشاگران: ۱۳۵ داور: Kristo Tohver |